# Costelas flutuantes

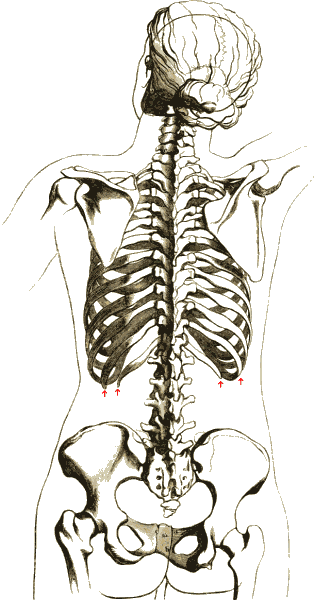
Os quatro nervuras flutuantes (indicadas com setas vermelhas).

Costelas Flutuantes são os dois últimos pares de costelas que não se prendem a osso algum na sua parte anterior .

## Galeria de imagens

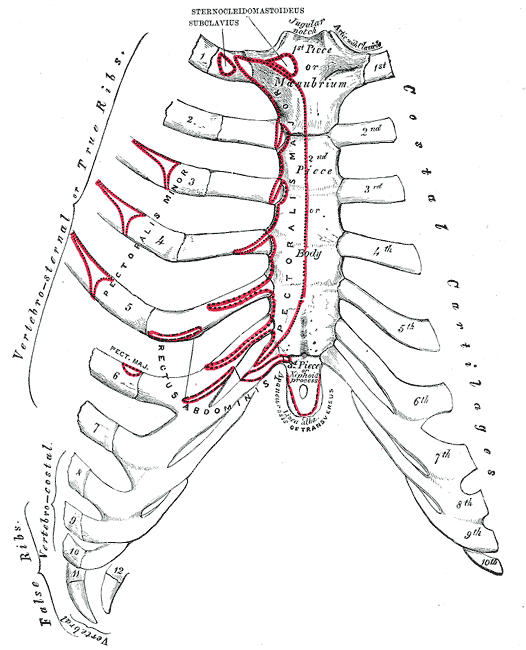
Superfície anterior do esterno e cartilagens costais
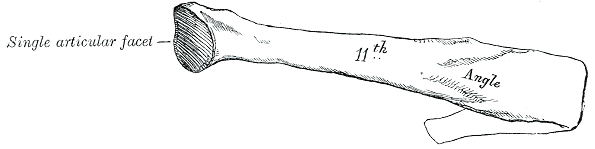
11ª costela
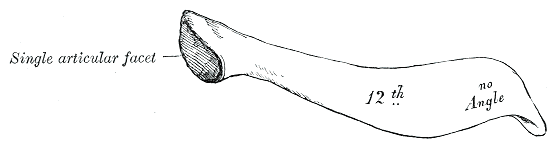
12ª costela